# Liste des titres musicaux numéro un au Royaume-Uni en 1998
Cette page liste les titres classés no 1 des ventes de disques au Royaume-Uni pour l'année 1998 selon The Official Charts Company.
Les classements hebdomadaires prennent en compte les ventes physiques et sont issus des 100 meilleures ventes de singles (UK Singles Chart) et des 100 meilleures ventes d'albums (UK Albums Chart). Ils sont dévoilés le dimanche.

## Classement des singles
| №  | Date         | Artiste                                                 | Titre                                                | Référence |
| -- | ------------ | ------------------------------------------------------- | ---------------------------------------------------- | --------- |
| 1  | 4 janvier    | Divers artistes                                         | Perfect Day                                          |           |
| 2  | 11 janvier   | All Saints                                              | Never Ever                                           |           |
| 3  | 18 janvier   | Oasis                                                   | All Aroud the World                                  |           |
| 4  | 25 janvier   | Usher                                                   | You Make Me Wanna...                                 |           |
| 5  | 1er février  | Aqua                                                    | Doctor Jones                                         |           |
| 6  | 8 février    | Aqua                                                    | Doctor Jones                                         |           |
| 7  | 15 février   | Céline Dion                                             | My Heart Will Go On                                  |           |
| 8  | 22 février   | Cornershop                                              | Brimful of Asha (Norman Cook Remix)                  |           |
| 9  | 1er mars     | Madonna                                                 | Frozen                                               |           |
| 10 | 8 mars       | Céline Dion                                             | My Heart Will Go On                                  |           |
| 11 | 15 mars      | Run D.M.C. vs Jason Nevins                              | It's Like That                                       |           |
| 12 | 22 mars      | Run D.M.C. vs Jason Nevins                              | It's Like That                                       |           |
| 13 | 29 mars      | Run D.M.C. vs Jason Nevins                              | It's Like That                                       |           |
| 14 | 5 avril      | Run D.M.C. vs Jason Nevins                              | It's Like That                                       |           |
| 15 | 12 avril     | Run D.M.C. vs Jason Nevins                              | It's Like That                                       |           |
| 16 | 19 avril     | Run D.M.C. vs Jason Nevins                              | It's Like That                                       |           |
| 17 | 26 avril     | Boyzone                                                 | All That I Need                                      |           |
| 18 | 3 mai        | All Saints                                              | Under the Bridge / Lady Marmalade                    |           |
| 19 | 10 mai       | Aqua                                                    | Turn Back Time                                       |           |
| 20 | 17 mai       | All Saints                                              | Under the Bridge / Lady Marmalade                    |           |
| 21 | 24 mai       | The Tamperer featuring Maya                             | Feet It                                              |           |
| 22 | 31 mai       | B*Witched                                               | C'est la vie                                         |           |
| 23 | 7 juin       | B*Witched                                               | C'est la vie                                         |           |
| 24 | 14 juin      | David Baddiel, Frank Skinner (en) & The Lightning Seeds | Three Lions '98                                      |           |
| 25 | 21 juin      | David Baddiel, Frank Skinner (en) & The Lightning Seeds | Three Lions '98                                      |           |
| 26 | 28 juin      | David Baddiel, Frank Skinner (en) & The Lightning Seeds | Three Lions '98                                      |           |
| 27 | 5 juillet    | Billie                                                  | Because We Want To                                   |           |
| 28 | 12 juillet   | Another Level (en)                                      | Freak Me                                             |           |
| 29 | 19 juillet   | Jamiroquai                                              | Deeper Underground (en)                              |           |
| 30 | 26 juillet   | Spice Girls                                             | Viva Forever                                         |           |
| 31 | 2 août       | Spice Girls                                             | Viva Forever                                         |           |
| 32 | 9 août       | Boyzone                                                 | No Matter What                                       |           |
| 33 | 16 août      | Boyzone                                                 | No Matter What                                       |           |
| 34 | 23 août      | Boyzone                                                 | No Matter What                                       |           |
| 35 | 30 août      | Manic Street Preachers                                  | If You Tolerate This Your Children Will Be Next (en) |           |
| 36 | 6 septembre  | All Saints                                              | Bootie Call                                          |           |
| 37 | 13 septembre | Robbie Williams                                         | Millennium                                           |           |
| 38 | 20 septembre | Melanie B. feat. Missy Elliot                           | I Want You Back                                      |           |
| 39 | 27 septembre | B*Witched                                               | Rollercoaster                                        |           |
| 40 | 4 octobre    | B*Witched                                               | Rollercoaster                                        |           |
| 41 | 11 octobre   | Billie                                                  | Girlfriend                                           |           |
| 42 | 18 octobre   | Space Dust (en)                                         | Gym and Tonic                                        |           |
| 43 | 25 octobre   | Cher                                                    | Believe                                              |           |
| 44 | 1er novembre | Cher                                                    | Believe                                              |           |
| 45 | 8 novembre   | Cher                                                    | Believe                                              |           |
| 46 | 15 novembre  | Cher                                                    | Believe                                              |           |
| 47 | 22 novembre  | Cher                                                    | Believe                                              |           |
| 48 | 29 novembre  | Cher                                                    | Believe                                              |           |
| 49 | 6 décembre   | Cher                                                    | Believe                                              |           |
| 50 | 13 décembre  | B*Witched                                               | To You I Belong                                      |           |
| 51 | 20 décembre  | Spice Girls                                             | Goodbye                                              |           |
| 52 | 27 décembre  | Chef                                                    | Chocolate Salty Balls (P.S. I Love You)              |           |

## Classement des albums
| №  | Date         | Artiste                | Titre                                          | Référence |
| -- | ------------ | ---------------------- | ---------------------------------------------- | --------- |
| 1  | 4 janvier    | The Verve              | Urban Hymns                                    |           |
| 2  | 11 janvier   | The Verve              | Urban Hymns                                    |           |
| 3  | 18 janvier   | The Verve              | Urban Hymns                                    |           |
| 4  | 25 janvier   | The Verve              | Urban Hymns                                    |           |
| 5  | 1er février  | The Verve              | Urban Hymns                                    |           |
| 6  | 8 février    | James Horner           | Titanic: Music from the Motion Picture         |           |
| 7  | 15 février   | The Verve              | Urban Hymns                                    |           |
| 8  | 22 février   | James Horner           | Titanic: Music from the Motion Picture         |           |
| 9  | 1er mars     | James Horner           | Titanic: Music from the Motion Picture         |           |
| 10 | 8 mars       | Madonna                | Ray of Light                                   |           |
| 11 | 15 mars      | Madonna                | Ray of Light                                   |           |
| 12 | 22 mars      | Céline Dion            | Let's Talk About Love                          |           |
| 13 | 29 mars      | James                  | The Best Of                                    |           |
| 14 | 5 avril      | Pulp                   | This Is Hardcore                               |           |
| 15 | 12 avril     | Robbie Williams        | Life Thru a Lens                               |           |
| 16 | 19 avril     | Robbie Williams        | Life Thru a Lens                               |           |
| 17 | 26 avril     | Massive Attack         | Mezzanine                                      |           |
| 18 | 3 mai        | Massive Attack         | Mezzanine                                      |           |
| 19 | 10 mai       | Catatonia              | International Velvet                           |           |
| 20 | 17 mai       | Garbage                | Version 2.0                                    |           |
| 21 | 24 mai       | Simply Red             | Blue                                           |           |
| 22 | 31 mai       | Boyzone                | Where We Belong                                |           |
| 23 | 7 juin       | Simply Red             | Blue                                           |           |
| 24 | 14 juin      | Embrace                | The Good Will Out                              |           |
| 25 | 21 juin      | The Corrs              | Talk on Corners                                |           |
| 26 | 28 juin      | Five                   | Five                                           |           |
| 27 | 5 juillet    | The Corrs              | Talk on Corners                                |           |
| 28 | 12 juillet   | Beastie Boys           | Hello Nasty                                    |           |
| 29 | 19 juillet   | Jane McDonald          | Jane McDonald                                  |           |
| 30 | 26 juillet   | Jane McDonald          | Jane McDonald                                  |           |
| 31 | 2 août       | Jane McDonald          | Jane McDonald                                  |           |
| 32 | 9 août       | The Corrs              | Talk on Corners                                |           |
| 33 | 16 août      | The Corrs              | Talk on Corners                                |           |
| 34 | 23 août      | The Corrs              | Talk on Corners                                |           |
| 35 | 30 août      | Boyzone                | Where We Belong                                |           |
| 36 | 6 septembre  | Boyzone                | Where We Belong                                |           |
| 37 | 13 septembre | The Corrs              | Talk on Corners                                |           |
| 38 | 20 septembre | Manic Street Preachers | This Is My Truth Tell Me Yours                 |           |
| 39 | 27 septembre | Manic Street Preachers | This Is My Truth Tell Me Yours                 |           |
| 40 | 4 octobre    | Manic Street Preachers | This Is My Truth Tell Me Yours                 |           |
| 41 | 11 octobre   | Phil Collins           | Hits                                           |           |
| 42 | 18 octobre   | The Beautiful South    | Quench                                         |           |
| 43 | 25 octobre   | The Beautiful South    | Quench                                         |           |
| 44 | 1er novembre | Robbie Williams        | I've Been Expecting You                        |           |
| 45 | 8 novembre   | U2                     | The Best of 1980-1990                          |           |
| 46 | 15 novembre  | George Michael         | Ladies & Gentlemen: The Best of George Michael |           |
| 47 | 22 novembre  | George Michael         | Ladies & Gentlemen: The Best of George Michael |           |
| 48 | 29 novembre  | George Michael         | Ladies & Gentlemen: The Best of George Michael |           |
| 49 | 6 décembre   | George Michael         | Ladies & Gentlemen: The Best of George Michael |           |
| 50 | 13 décembre  | George Michael         | Ladies & Gentlemen: The Best of George Michael |           |
| 51 | 20 décembre  | George Michael         | Ladies & Gentlemen: The Best of George Michael |           |
| 52 | 27 décembre  | George Michael         | Ladies & Gentlemen: The Best of George Michael |           |

## Meilleures ventes de l'année
La chanteuse Cher réalise la meilleure vente annuelle de singles grâce aux 1 500 000 exemplaires écoulés de son tube Believe. Elle est suivie par Céline Dion avec la chanson du film Titanic, My Heart Will Go On, qui s'est vendue 1 300 000 fois. It's Like That, chanson interprétée par le groupe de hip-hop américain Run-DMC et remixée par Jason Nevins est troisième avec 1 090 000 ventes. En quatrième position on trouve No Matter What du boys band irlandais Boyzone, écoulé à 1 070 000 exemplaires, et en cinquième position, C'est la vie par le groupe féminin irlandais B*Witched, qui a trouvé 851 000 acheteurs.
| Singles | Albums |
| --- | --- |
| 1. Cher – Believe 2. Céline Dion - My Heart Will Go On 3. Run D.M.C. vs Jason Nevins – It's Like That 4. Boyzone - \|No Matter What 5. B*Witched - C'est la vie 6. LeAnn Rimes - How Do I Live 7. Chef - Chocolate Salty Balls (P.S. I Love You) 8. Spice Girls - Goodbye 9. Pras Michel feat ODB & Mýa - Ghetto Supastar (That Is What You Are) 10. Savage Garden – Truly, Madly, Deeply | 1. The Corrs – Talk on Corners 2. George Michael - Ladies & Gentlemen: The Best of George Michael 3. Boyzone - Where We Belong 4. Robbie Williams - Life Thru a Lens 5. Robbie Williams - I've Been Expecting You 6. The Verve - Urban Hymns 7. Madonna - Ray of Light 8. Céline Dion - Let's Talk About Love 9. All Saints - All Saints 10. James Horner - Titanic: Music from the Motion Picture |